# Julia Richter
Julia Richter (n. 14 august 1970, Berlin, RDG)  este o actriță germană implicată în teatru și film. Ea și-a început cariera de actriță la vârsta de 7 ani și a jucat aproape 10 ani în ansamblul de copii "Friedrichstadt-Palastes". Meseria de actriță a învățat-o în studioul de teatru de pe strada Friedrich, din Berlin.
După încheierea formării ei ca actriță în 1993 Richter a fost implicată în seria televizată "Prieteni pe viață". 
Debutul ei în film a pus-o în postura unei actrițe lesbiene, pe nume Kati, având rolul principal în comedia "Vine Mausi?" 
Locurile în care Julia Richter a ajuns pe scenă, în Berlin au fost Teatrul Modern, Teatrul Palais și Teatrul 89. 

## Activitate
În afară de Berlin, Julia Richter a mai jucat la Teatrul Național din Weimer, la Teatrul Thalia în Hamburg, la Teatrul Poporului Rostock și la Teatrul Poporului din Munchen.

## Filmografie
- 1993: Prieteni pe viață
- 1996: Bună, unchiule Doc!
- 1998: Jenny
- 1999: Iubește-mă!
- 2000: Sufletul Iuliei
- 2008: O parte din mine
- 2009: O echipă puternică
- 2010: Dealul verde din Wales
- 2012: Ultimul taur
- 2013: Cel care frânge inimi-Tată a 4 fii
- 2014: Zâmbetul doamnelor
- 2014:Toleranta⁠(de)[traduceți]
- 2014: Bella Casa- Aici nu s-a mutat nimeni!
- 2014: Bella Amore-Opoziție fără scop
- 2015: Totul despre criminal: Cadavre în pivniță
- 2015: Despre prietenie-Stagiarii
- 2015: Noutățile din casă
- 2016: Aventurile lui Nelly
- 2016: SOKO Leipzig
- 2018: Ella Schon: Lucrul cu dragostea

## Legături externe
- Julia Richter la Internet Movie Database